# Philonotis pechuelii
Philonotis pechuelii är en bladmossart som beskrevs av Kindberg 1889. Philonotis pechuelii ingår i släktet källmossor, och familjen Bartramiaceae. Inga underarter finns listade i Catalogue of Life.